# Ибрагимова, Ирада Валихат кызы
Ирада Валихат кызы Ибрагимова (азерб. İradə Vəlihət qızı İbrahimova; р. 3 апреля 1980, Баку) — азербайджанская эстрадная певица.

## Жизнь и творчество
Популярная азербайджанская певица Ирада Ибрагимова родилась 3 апреля 1980 года в Баку. С детства увлекалась музыкой и даже имела титул «Зейнаб Ханларова». В 1995 году юная Ирада при помощи матери и сестры попала на музыкальный конкурс «Умид 95», который проводился Азербайджанским государственным телевидением (АЗТВ). Ирада смогла стать лауреатом этого конкурса. После окончания школы Ибрагимова подала документы на факультет журналистики в университет «Хазар». Параллельно с учёбой Ирада выступала и на телевидении. После одного из таких выступлений Ирада познакомилась с Заслуженным Артистом Азербайджана Билалом Алиевым, который помог ей с выступлением в шоу-программах.
В 2001 году началось сотрудничество Ирады с композитором Ханым Исмаилгызы. Итогом их работы стали такие успешные песни как «Qəm qalasıyam», «Sev məni belə», «Səndəmi ölmək istədim», «Demişəm» и другие. Эти и несколько других композиций вошли в первый альбом Ирады «Qəm qalası», презентация которого прошла 25 октября 2002 года в ресторане «Измир». Тем временем в репертуаре певицы появилась «королевская» песня композитора Говхар Гасанзаде «Get», которая несколько месяцев занимала первые места в хит-парадх Азербайджана.
В июне 2003 года состоялся реализ второго сольного альбома Ирады под названием «Get». Помимо этой песни в альбом вошли такие композиции как «Gün gələcək», «Demədim sevirəm», «Röya kimi» и другие. В том же году состоялось открытие веб сайта певицы — www.iradaibrahimova.com
Свой первый сольный концерт Ирада Ибрагимова дала 24 декабря 2004 года, на сцене ГЦКЗ имени Гейдара Алиева. В 2005 году вышел третий сольный диск Ирады под названием «Bahar çiçəyi». Для раскрутки альбома, на некоторые песни были сняты клипы, которые успешно транслировались по телевидению.
В 2007 году вышел четвёртый музыкальный сборник певицы под названием «Yaşananlar».
Ирада Ибрагимова также часто и весьма успешно гастролирует. Помимо Азербайджана, Ибрагимова часто выступает в Турции, России, даёт выступления в Европе. В 2008 году Ибрагимова впервые дала концерты в США.
C 2006 года Ирада Ибрагимова проходит обучение в университете Искусств. Ирада Ибрагимова вместе со своей сестрой Нигяр владеет салоном красоты «IN studio», который открылся в конце 2006 года. В 2011 году Ибрагимова окончила образование в университете Искусств.
В 2008 году состоялось открытие фан-клуба певицы по адресу www.iradaibrahimova.net. В 2011 году сайт прекратил существование.
5 апреля 2009 года Ирада Ибрагимова вышла замуж за гражданина Турции, этнического азербайджанца Джейхуна. Церемония бракосочетания и сама свадьба прошли в новом развлекательном центре «Бута», в Баку. 19 апреля 2009 года И.Ибрагимова официально вышла замуж на родине жениха в Стамбуле, где прошла ещё одна свадьба.
11 ноября 2010 года в одной из клиник Стамбула певица родила дочь Ипек.
После небольшой паузы Ибрагимова вернулась на сцену в конце 2011 года, записав две новые песни - "Gülə-Gülə" и "Qəlbimdəsən". Обе композиции имели широкий успех у слушателей и активно прокручивались на азербайджанских радиостанциях в течение 2011 и 2012 года.
В последние годы певица работает в Турции по заключенному контракту с продюсерским центром. Итогом этого сотрудничества стал выпуск долгожданного сингла "Olmamalıydı" в октябре 2014 года. В декабре 2014 Ибрагимова представила турецкий сингл и клип под названием «Sənələr», который успешно транслировался на турецких и азербайджанских музыкальных каналах. 8 июня 2015 года Ирада Ибрагимова представила клип на сингл "Olmamalıydı", вышедший в новой аранжировке.
9 сентября 2015 года в Стамбуле певица родила сына.
С 2017 года Ирада Ибрагимова работает над новым альбомом "Dostum" (Мой друг), записав одноимённую композицию на слова Гюльнар Султановой и музыку Фарида Керимли. Песня была представлена в социальных сетях и радиоволнах 14 октября 2017 года. Ранее Ибрагимова представила фотосессию к новому альбому под названием "Серьезная женщина".

## Дискография
- 2002 — «Qəm Qalası»[11]
- 2003 — «Ürəyimin Götürdüyü Yerə Get»[12]
- 2005 — «Bahar Çiçəyi»[13]
- 2007 — «Yaşananlar»[14]

## Видеография
- 2001 — «Qəm qalası»
- 2002 — «Sev məni belə»
- 2002 — «Get»[15]
- 2003 — «Kimdir günahkar»
- 2004 — «Demədim sevirəm»
- 2004 — «Bahar çiçəyi»
- 2005 — «Yaşananlar»
- 2005 — «Gedəcəyəm ömründən sənin»
- 2006 — «Sevgi nağılı»[16]
- 2006 — «Qədrimi bilsən də, bilməsən də»
- 2007 — «Aldatdın, aldandım»
- 2007 — «Oyun»[17]
- 2007 — «De hardasan?»
- 2008 — «Son qərar»[18]
- 2009 — «Nigaranam, gəl»
- 2010 — «Bu Aralar»[19]
- 2014 — «Sənələr»[20]
- 2015 — «Olmamalıydı»[21][22]
- 2020 — «Qızım»[23][24]